# Vitold Anatoljevics Krejer
Vitold Anatoljevics Krejer, oroszul: Витольд Анатольевич Креер (Krasznodar, 1932. október 12. – Moszkva, 2020. augusztus 1.) olimpiai bronzérmes szovjet-orosz atléta, hármasugró.

## Pályafutása
1956 és 1964 között három olimpián vett részt. Az 1956-os melbourne-i és az 1960-as római játékokon bronzérmet szerzett hármasugrásban. 1967 és 1980 között a szovjet, 2000-ben az orosz atlétikai válogatott vezetőedzője volt.

## Sikerei, díjai
- Olimpiai játékok – hármasugrás
  - bronzérmes (2): 1956, Melbourne, 1960, Róma